# نووه گروزکیه
نووه گروزکیه (به لاتین: Nowe Grodzkie) یک روستا در لهستان است که در گمینا کولشه کوشچیلنه واقع شده‌است.